# Lil Tjay
Tione Jayden Merritt (El Bronx, Nueva York, 30 de abril de 2001), conocido por su nombre artístico Lil Tjay, es un rapero estadounidense. Su nombre artístico deriva de la primera letra de su nombre, y las tres primeras de su segundo nombre.
En 2018, Lil Tjay firmó un acuerdo con Columbia Records. Su primer álbum de estudio, True 2 Myself fue publicado en 2019. El año siguiente lanzó su mixtape titulado State of Emergency el cual incluía solo cantantes del género Brooklyn drill de Nueva York. True 2 Myself debutó en el puesto número 5 en el Billboard 200. Su segundo álbum de estudio, Destined 2 Win, fue publicado en 2021 e incluía el sencillo «Calling my Phone» una colaboración con el rapero estadounidense 6lack. También es conocido por su colaboración junto al rapero Pop Smoke, «Mood Swings».

## Biografía
Merritt nació en el Bronx, un barrio de Nueva York. Fue criado por su madre junto a sus dos hermanos pequeños.
Merritt se describió como el niño problemático de los tres hermanos, debido a que a veces hacia pequeños robos y se metía en peleas en la escuela. A la edad de 15, Merritt fue arrestado por uno de sus robos, y fue condenado a un año en un centro de menores, donde comenzaría a escribir raps, incluido uno de sus hits, «Resume», el cual fue publicado en SoundCloud y ahora acumula más de 80 millones de reproducciones en Spotify.
El amigo de la infancia de Merritt, Smelly, fue apuñalado fatalmente en agosto de 2016. Merritt rinde homenaje a su amigo de la infancia en varias de sus canciones; haciendo referencia a su nombre, «Smelly».

## Carrera

### Inicios
En 2016, Lil Tjay (Tione Jayden Merritt), comenzó a publicar música en SoundCloud. «Resume», una de sus primeras canciones, fue publicada cuando Tjay tenía 15 años. También sencillos como «Ride For You» que cuenta con más de 28 millones de reproducciones en dicha plataforma e incluso su primer EP que lanzaría en 2018 titulado No Comparison.

### 2018-2019: Brothers y True 2 Myself
El 10 de marzo de 2018, a los 17 años de edad, Lil Tjay llamó la atención de la discográfica A&R. Poco después, Tjay publicó el sencillo «Brothers», la cual se convirtió en la más popular y provocó que firmase un contrato con Columbia Records.
En el año 2019, Tjay, fue telonero del rapero de, Lil Mosey en su tour nacional. En ese mismo año también actuó  en el conocido concierto "Rolling Loud", celebrado en Miami junto a estrellas del género como Migos, Travis Scott y Kid Cudi.

### 2020-presente:State of EmergencyyDestined 2 Win
En el año 2020 lanzó su tercer EP titulado State of Emergency, este contó con presencias de artistas como Fivio Foreign, Pop Smoke, Sleepy Hallow, entre otros.
En el año 2021 lanzó su segundo álbum de estudio de nombre Destined 2 Win, el cual contó con 21 sencillos y presentaciones de artistas como Polo G, Offset, Tyga, entre otros. Este álbum incluye su mayor hit como líder de la canción, Calling My Phone, el cual fue top 1 en el Billboard Hot 100. 
Este ayudo al artista a ganar mucho reconocimiento internacional por los títulos y los nombres de los artistas colaboradores.

La razón por la que llamé al álbum Destined 2 Win es porque siempre sentí que tenía algo en mí que iba a ser genial. Es solo un cuerpo de trabajo para resaltar mis logros, todavía estoy tratando de averiguar cuál es mi camino. Lo que pasó en mi vida es lo que me trajo aquí. Si no pasara por algunas de estas experiencias, probablemente no sería yo mismo. Siempre hay obstáculos, estoy bastante seguro de que habrá más obstáculos y sé que voy a ser capaz de superarlos.
Lil Tjay  para Sony Music 

## Estilo musical
Influenciado por su infancia en el Bronx, Lil Tjay es un rapero melódico, el cual usa frecuentemente Auto-Tune en sus canciones. Ha sido comparado con el rapero neoyorquino, A Boogie wit da Hoodie En una entrevista, Merritt reveló que sus mayores influencias musicales son Drake, Meek Mill y Usher. En la misma entrevista, Lil Tjay describió su música con contener un sonido mélodico de cuando canta o rapea sobre su difícil pasado. Lil Tjay también acredita su éxito al año que paso en prisión, donde asegura que adquirió su habilidad para escribir canciones. En artículo sobre Lil Tjay en el sitio web Pitchfork, él hace referencia sobre el "hip-hop heartthrob". Más tarde en la entrevista, Lil Tjay explica que a veces es llamado el "Justin Bieber de Bronx".

## Incidentes

### Tiroteo en 2022
Pasada la medianoche del 22 de junio de 2022, Lil Tjay, se encontraba en un Chipotle Mexican Grill en Edgewater, Nueva Jersey, cuando fue baleado, aunque, según TMZ, se reportó también un tiroteo en una estación de servicio Exxon, a pocas calles de distancia, y en una de estas dos ubicaciones, Tjay, recibió un disparo y el alcance de sus heridas no está claro, sin embargo, fue llevado a cirugía inmediatamente. mientras que una segunda víctima, Antoine Boyd, de 22 años, que es amigo de Merritt, también recibió un disparo y se encontraba en condición estable. Mientras tanto, el tirador también fue alcanzado por los disparos y escapó con la ayuda de un co-conspirador no identificado. La Oficina del Fiscal del Condado de Bergen informó que el tiroteo no parecía aleatorio y que una víctima pasó de estado crítico a estable, mientras que la otra estaba en buenas condiciones.
Más tarde ese día, la policía arrestó a Mohamed Konate, de 27 años, quien fue acusado de tres cargos de intento de asesinato en primer grado, tres cargos de robo a mano armada en primer grado y múltiples delitos de armas. Jeffery Valdez, quien estaba con Merritt pero no resultó herido, y Antoine Boyd fueron acusados de posesión ilegal de un arma en segundo grado, pero los cargos fueron retirados más tarde. Merritt no fue acusado de ningún delito.
El 23 de junio de 2022, se informó que Merritt todavía estaba inconsciente después del tiroteo. Días después de la falta de actualizaciones creíbles sobre la condición de Merritt, comenzaron a surgir rumores que afirmaban que estaba paralizado y posiblemente con muerte cerebral. Sin embargo, múltiples fuentes desmintieron más tarde estos rumores, ya que el 1 de julio de 2022 salió la noticia de que Merritt seguía hospitalizado pero «alerta y hablando».
El 26 de agosto de 2022, Merritt lanzó su sencillo «Beat the Odds», que detalla su experiencia casi fatal y su recuperación.
El 24 de agosto de 2022, Merrit subió un video de actualización en sus cuentas de redes sociales. En el video, afirma que está mejor y que «va a volver más fuerte que nunca» mientras usa un collarín.
En septiembre de 2022, unos meses después del tiroteo, Merritt dio su primer concierto desde que le dispararon. Regresó a los escenarios para su actuación en Rolling Loud 2022 el 23 de septiembre en Nueva York.[cita requerida]

### Asuntos legales
El 16 de enero de 2023, Merritt fue arrestado en el Bronx y puesto bajo custodia policial, luego de una parada de tráfico. Merritt se dirigía a filmar con su compañera rapera del Bronx, Ice Spice, en el momento del arresto. La policía encontró una pistola en el vehículo, antes de arrestarlo. Fue acusado de posesión de armas y se fijó una fecha de corte para el 14 de febrero. Se desconoce si Merritt asistió al juicio y cuáles fueron los resultados del mismo.
La abogada de Merritt, Dawn Florio, afirma que el arma encontrada por la policía no pertenece a Merritt. También afirma que el registro realizado por los agentes se llevó a cabo de forma ilegal, ya que el coche supuestamente estaba aparcado legalmente en la calle y Merritt era supuestamente un pasajero en el coche.
Merritt y el equipo de filmación del director Fakedell fueron arrestados en junio de 2023 por un arma de fuego utilizada durante el rodaje de un video musical. El incidente fue captado en video por una multitud que primero suplicó a los policías que no lo arrestaran, y que el arma era solo un accesorio.[cita requerida]

## Discografía
Desde que comenzó su carrera en el año 2017, Tjay, logró atesorar dos (2) álbumes de estudio y  tres (3) EPs.

### Álbumes de estudio
- 2019 — True 2 Myself
- 2021 — Destined 2 Win
- 2023 – 222

### EPs
- 2018 — No Comparison
- 2019 — F.N
- 2020 — State of Emergency

## Giras musicales
- 2019: No Escape
- 2020: True 2 Myself
- 2021: Destined 2 Win
- 2023: Born 2 Be Great
- 2023: Beat The Odds
- 2024: The Good Life